# The Heist
The Heist (englisch Der Raubüberfall) ist das Debütalbum des US-amerikanischen Hip-Hop-Duos Macklemore & Ryan Lewis. Die Erstveröffentlichung des Albums erfolgte am 9. Oktober 2012, in Deutschland erschien es am 1. März 2013 bei Warner Music.

## Titelliste

### Standard
| #   | Titel                                                | Autor(en)                                            | Produzent(en) | Länge |
| --- | ---------------------------------------------------- | ---------------------------------------------------- | ------------- | ----- |
| 1.  | Ten Thousand Hours                                   | Ben Haggerty, Ryan Lewis, Chris Mansfield            | Ryan Lewis    | 4:09  |
| 2.  | Can’t Hold Us (feat. Ray Dalton)                     | Ben Haggerty, Ryan Lewis, Ray Dalton                 | Ryan Lewis    | 4:18  |
| 3.  | Thrift Shop (feat. Wanz)                             | Ben Haggerty, Ryan Lewis                             | Ryan Lewis    | 3:57  |
| 4.  | Thin Line (feat. Buffalo Madonna)                    | Ben Haggerty, Ryan Lewis, Nate Quiroga               | Ryan Lewis    | 4:16  |
| 5.  | Same Love (feat. Mary Lambert)                       | Ben Haggerty, Ryan Lewis, Mary Lambert               | Ryan Lewis    | 5:20  |
| 6.  | Make the Money                                       | Ben Haggerty, Ryan Lewis                             | Ryan Lewis    | 3:44  |
| 7.  | Neon Cathedral (feat. Allen Stone)                   | Ben Haggerty, Ryan Lewis, Allen Stone                | Ryan Lewis    | 4:34  |
| 8.  | BomBom (feat. The Teaching)                          | Ben Haggerty, Ryan Lewis                             | Ryan Lewis    | 4:55  |
| 9.  | White Walls (feat. Hollis & Schoolboy Q)             | Ben Haggerty, Ryan Lewis, Quincy Hanley, Hollis Wear | Ryan Lewis    | 3:40  |
| 10. | Jimmy Iovine (feat. Ab-Soul)                         | Ben Haggerty, Ryan Lewis, Herbert Stevens IV         | Ryan Lewis    | 3:53  |
| 11. | Wing$                                                | Ben Haggerty, Ryan Lewis, Wear, Andrew Joslyn        | Ryan Lewis    | 4:59  |
| 12. | A Wake (feat. Evan Roman)                            | Ben Haggerty, Ryan Lewis, Evan Roman                 | Ryan Lewis    | 3:46  |
| 13. | Gold (feat. Eighty4 Fly)                             | Ben Haggerty, Ryan Lewis, Devon Taylor               | Ryan Lewis    | 4:11  |
| 14. | Starting Over (feat. Ben Bridwell of Band of Horses) | Ben Haggerty, Ryan Lewis, Ben Bridwell               | Ryan Lewis    | 4:11  |
| 15. | Cowboy Boots                                         | Ben Haggerty, Ryan Lewis                             | Ryan Lewis    | 4:16  |

### Bonustitel
| #   | Titel       | Autor(en)                | Produzent(en) | Länge |
| --- | ----------- | ------------------------ | ------------- | ----- |
| 16. | Castle      | Ben Haggerty, Ryan Lewis | Ryan Lewis    | 4:18  |
| 17. | My Oh My    | Ben Haggerty, Ryan Lewis | Ryan Lewis    | 4:17  |
| 18. | Victory Lap | Ben Haggerty, Ryan Lewis | Ryan Lewis    | 3:34  |

## Rezeption

### Preise
Im Rahmen der Grammy Awards 2014 wurde The Heist in der Kategorie „Grammy Award for Best Rap Album“ ausgezeichnet.

### Rezensionen
Das E-Zine Laut.de bewertete The Heist mit vier von möglichen fünf Punkten. Aus Sicht der Redakteurin Dani Fromm sei The Heist eine „beruhigend intelligente, überfällige Platte“, die das „schief hängende Bild des Genres wieder ein wenig gerade“ rücke. So handele es sich etwa bei Same Love um ein „unmissverständliches und zudem in ein schlicht wundervolles Stück Musik verpacktes Statement gegen Homophobie“. Fromm charakterisiert Macklemore als „scharfen Beobachter“ mit einem „analytischen Verstand“. Die Produktionen wirken dagegen „zu synthetisch“. Zudem fehlen der Musik die „rechte Durchschlagskraft, Wucht und Tiefe“. Allerdings verfüge Lewis’ Sound über eine „ganz eigene, nirgends abgekupferte Ästhetik“. Das Stück Bombom wird als „ein einziges dramaturgisches Meisterstück“ lobend erwähnt.

## Kommerzieller Erfolg

### Chartplatzierungen
The Heist erreichte Platz zwei der US-amerikanischen Billboard 200 und platzierte sich mit Unterbrechungen 102 Wochen in den Charts. In der Schweiz erreichte das Album Rang zehn der Hitparade. Auch in Deutschland konnte sich The Heist mit Platz sechs in den Top 10 der Albumcharts platzieren.
| ChartsChartplatzierungen       | Höchstplatzierung | Wochen |
| ------------------------------ | ----------------- | ------ |
| Deutschland (GfK)              | 6 (47 Wo.)        | 47     |
| Österreich (Ö3)                | 14 (52 Wo.)       | 52     |
| Schweiz (IFPI)                 | 10 (61 Wo.)       | 61     |
| Vereinigte Staaten (Billboard) | 2 (102 Wo.)       | 102    |
| Vereinigtes Königreich (OCC)   | 19 (57 Wo.)       | 57     |

| ChartsJahrescharts (2013)      | Platzierung |
| ------------------------------ | ----------- |
| Deutschland (GfK)              | 38          |
| Österreich (Ö3)                | 42          |
| Schweiz (IFPI)                 | 25          |
| Vereinigte Staaten (Billboard) | 15          |
| Vereinigtes Königreich (OCC)   | 73          |

| ChartsJahrescharts (2014)      | Platzierung |
| ------------------------------ | ----------- |
| Vereinigte Staaten (Billboard) | 61          |

### Auszeichnungen für Musikverkäufe
Das Album erhielt in Deutschland für mehr als 100.000 verkaufte Exemplare eine Goldene Schallplatte.
| Land/Region                  | Auszeichnungen für Musikverkäufe (Land/Region, Auszeichnung, Verkäufe) | Verkäufe  |
| ---------------------------- | ---------------------------------------------------------------------- | --------- |
| Australien (ARIA)            | 2× Platin                                                              | 140.000   |
| Dänemark (IFPI)              | 2× Platin                                                              | 40.000    |
| Deutschland (BVMI)           | Platin                                                                 | 200.000   |
| Frankreich (SNEP)            | Platin                                                                 | 100.000   |
| Italien (FIMI)               | Platin                                                                 | 50.000    |
| Kanada (MC)                  | Platin                                                                 | 80.000    |
| Neuseeland (RMNZ)            | 6× Platin                                                              | 90.000    |
| Norwegen (IFPI)              | Gold                                                                   | 15.000    |
| Österreich (IFPI)            | Gold                                                                   | 7.500     |
| Schweden (IFPI)              | Platin                                                                 | 40.000    |
| Schweiz (IFPI)               | Gold                                                                   | 15.000    |
| Vereinigte Staaten (RIAA)    | 5× Platin                                                              | 5.000.000 |
| Vereinigtes Königreich (BPI) | Platin                                                                 | 300.000   |
| Insgesamt                    | 3× Gold · 21× Platin ·                                                 | 6.077.500 |

Hauptartikel: Macklemore & Ryan Lewis/Auszeichnungen für Musikverkäufe